# براليدوكسيم
البراليدوكسيم ( 2-PAM ) هو دواء يستخدم لعلاج التسمم بالفوسفات العضوي ومضادات الكولينستراز وعامل الأعصاب.  يُسْتخدم مع الأتروبين.  و لا يستخدم في حالات التسمم بالكربامات.  يعطى عن طريق الحقن في الوريد أو العضل. 
تشمل الآثار الجانبية الشائعة له: الرؤية الباهتة و الصداع و النعاس و الغثيان و سرعة ضربات القلب و ارتفاع ضغط الدم و الألم في موقع الحقن.  وهو ينتمي إلى عائلة الأدوية أوكسيم. 
وُوفق على استخدام البراليدوكسيم طبيًا في الولايات المتحدة في عام 1964.  و يكلف حوالي 90 دولارًا أمريكيًا للجرام الواحد اعتبارًا من عام 2021.  يتوفر أيضًا حاقن تلقائي مع الأتروبين والديازيبام .  توفر بعض الجيوش هذه الحقن الذاتية لجنودها. 